# Cornelis Weus
Cornelis Weus (1535-1587), también conocido como Cornil Weus, fue un corsario dunkerqués, considerado el primero de sus pares, al servicio de la Monarquía Hispánica.

## Biografía
En 1569 combatía contra los mendigos del mar al mando del buque Le Lévrier con base en su ciudad natal de Dunkerque. Su rol y el de milicianos marítimos católicos como él era altamente necesario en el marco de la revuelta holandesa, en el que la mayor parte de las fuerzas rebeldes se concentraban en la mar. Entre sus campañas más importantes se encontró una contra la marina neerlandesa en 1576, superando varios bloqueos enemigos para entrar con bastimentos y municiones en Brouwershaven.
Tuvo como contramaestre a Antoine Bart, futuro abuelo del almirante holandés y francés Jean Bart, y tuvo así mismo como hija a Laurence Weus, esposa del almirante al servicio de España Michel Jacobsen.